# Fibonacciho retracement

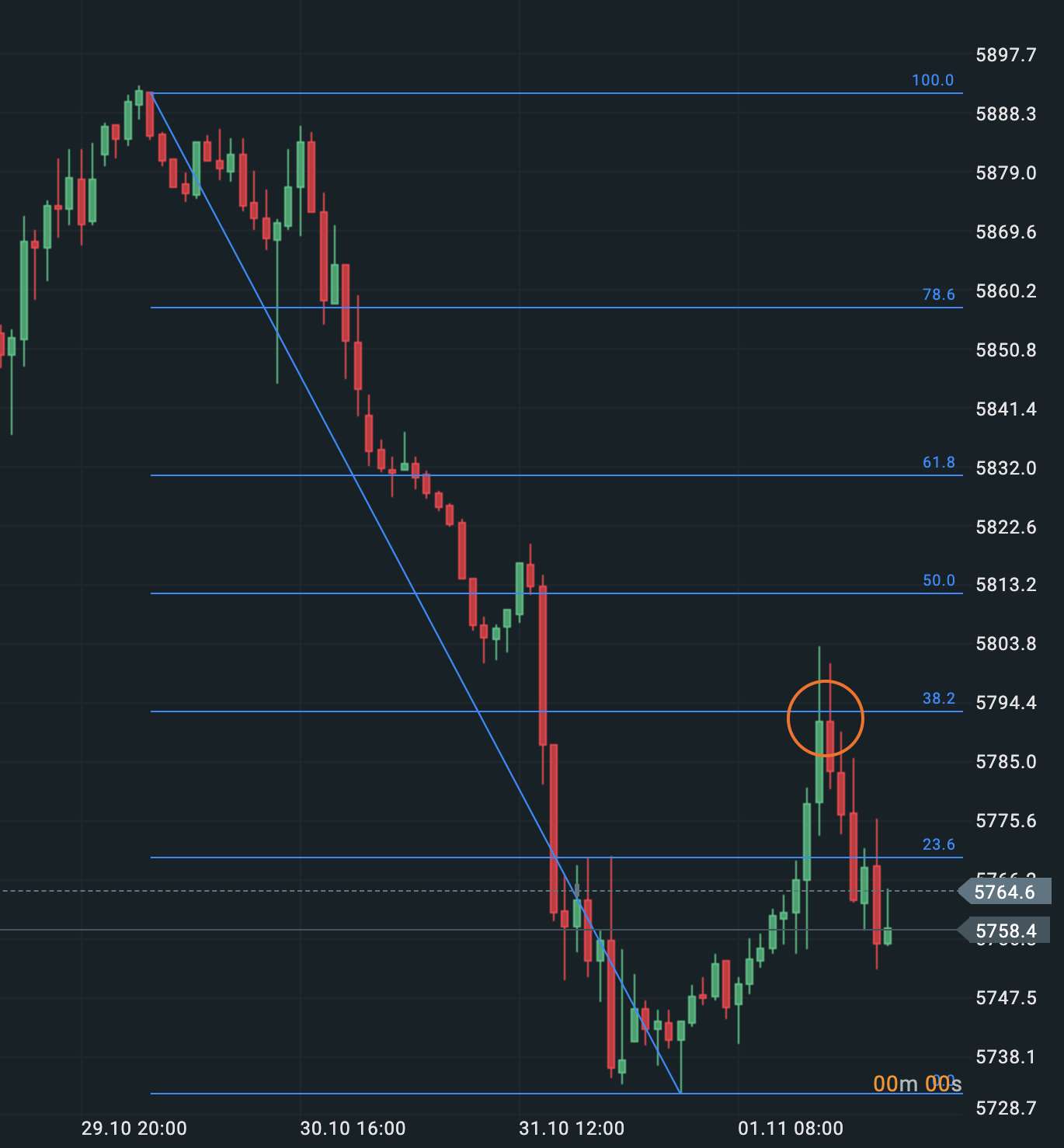
Fibonacciho retracement zakreslený do grafu na platformě xStation5 v instrumentu S&P 500

Fibonacciho retracement (úrovně zpětných pohybů) je metoda technické analýzy. Základem této metody je trendová linie mezi minimem a maximem určitého předchozí pohybu. Zmiňovaná trendová linie je založena na Fibonacciho posloupnosti. Jedná se o dočasné odbočení od trendu a následný návrat k trendu původnímu.

## Definice Fibonacciho retracementu
Fibonacciho retracement staví na fungování Fibonacciho posloupnosti, tj. na nekonečné řadě přirozených čísel, z nichž každé následující je součtem dvou předcházejících (0, 1, 1, 2, 3, 5, 8, 13, 21, 34, 55, 89,...). Retracement vyjadřujete podíly získané z této řady. Klíčové podíly jsou 0, 0,236, 0,382, 0,618, a 1 (de facto uváděno hlavně v procentech, tj. 0%, 23,6%, 38,3% atd.)

## Využití Fibonacciho retracementu
Retracement se používá na finančních, především forexových trzích. Pro toto použití jsou klíčové výše uvedené hodnoty. Retracement je založený na skutečnosti, že po každém velkém pohybu mají trhy tendenci se vracet na původní úrovně. V praxi, která zdánlivě vypadá, že toto ”pravidlo” skutečně funguje, je ovšem celý princip založen pouze na psychologii obchodníků, kteří ho, poté co se retracement začal velmi popularizovat a ve finančním prostředí medializovat, začali hojně využívat. Na základě toho se pak trh otáčí zpravidla na těchto hodnotách.

### Způsob použití
U grafů znázorňujících dlouhodobý trend (hodinový, denní či vyšší) je označen začátek trendu (100%) a konec trendu (0%). Na graf se následně nanáší podíly v procentech (38,2%, 50% a 61,8%). Pod těmito číslo se vytvoří supporty (v případě dlouhodobého uptrendu), případně rezistence (v případě dlouhodobého downtrendu).
Většina moderních investičních platforem/počítačových softwarů (např. XTB xStation5 nebo Meta Trader 4) nabízí možnost velice jednoduše a rychle zakreslit linie do aktuálních grafů pohybů cen velkého množství instrumentů.